# Universidad de Osijek
La Universidad Josip Juraj Strossmayer de Osijek ( Sveučilište Josipa Jurja Strossmayera u Osijeku, Universitas studiorum Mursensis ), conocida como Universidad de Osijek ( acrónimo UNIOS ) es una universidad pública con sede en Osijek, Croacia. Fundada en 1975, es la universidad más importante de Eslavonia y una de las universidades más antiguas de Croacia. Dividida en 11 facultades, una academia de artes y varias unidades organizativas, en 1990 tomó el nombre del obispo católico Josip Juraj Strossmayer, que nació en la ciudad en 1815. Junto con la Universidad de Zagreb, de dominio nacional, la Universidad de Osijek es una institución de rango medio nacida antes de la independencia de Croacia, junto a la Universidad de Rijeka y la Universidad de Split. En 2024 contaba con 13.340 estudiantes y 1.251 profesores.

## Historia
La universidad fue fundada en la década de 1970, cuando varias facultades se agruparon en una sola universidad. Fue una década de aumento exponencial en el número de instituciones de educación superior también en el resto de la ex Yugoslavia, cuando las universidades de Maribor, Mostar, Banja Luka, Podgorica, Bitola, Kragujevac y Tuzla abrieron sus puertas. La Universidad de Osijek es miembro de la Asociación Universitaria Europea. Otra institución, la Universidad de Slavonski Brod, la segunda universidad pública de Eslavonia, surgió a partir de las unidades organizativas locales en Slavonski Brod de la Universidad de Osijek.

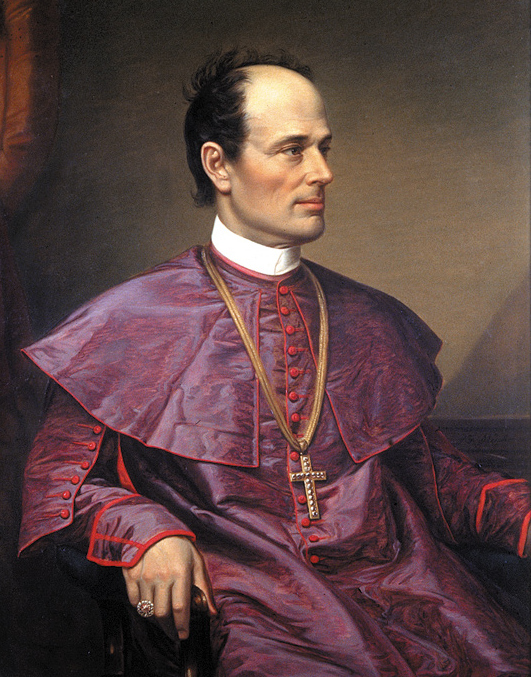
En 1990 la universidad pasó a llamarse Josip Juraj Strossmayer.

En 1707 se fundó luna Escuela Superior de Teología con el nombre de Studium Philosophicum Essekini y que comprendía un ciclo trienal de estudios teológicos. La historia reciente de la educación superior en la zona comienza en 1959, cuando la Facultad de Economía de Zagreb, en colaboración con la Universidad de Zagreb, fundó el centro de estudios a tiempo parcial en Osijek como una sucursal de la Facultad de Economía de Zagreb. Pero el paso decisivo se dio en 1975. En concreto, el 26 de marzo de 1975, cuando el Parlamento de Croacia ( Sabor ) aprobó la creación de la Universidad de Osijek. Dos meses más tarde, el 31 de mayo de 1975, el acuerdo sobre la fundación de la universidad fue aceptado por la Facultad de Economía, la Facultad de Agricultura y Procesamiento de Alimentos, el Instituto de Agricultura, la Escuela Superior de Ingeniería y Arquitectura Naval de Zagreb para los estudios de ingeniería en Slavonski Brod, la Escuela Superior de Profesores de Osijek, la Academia de Música de Zagreb y el Departamento de Música de Osijek, la Biblioteca Municipal y el Archivo Histórico de Osijek.
En los años siguientes, la universidad se desarrolló con la fundación de varias facultades: en 1975 la Facultad de Derecho; en 1976 la Facultad de Tecnología de Alimentos; en 1977 la Facultad de Educación; en 1979 la Escuela de Ingeniería en Slavonski Brod y Estudios Médicos en Osijek, que se convirtió en la Facultad de Medicina en 1998; en 1982 la Facultad de Ingeniería Civil; en 1990 la Facultad de Ingeniería Eléctrica y, en el mismo año, el Consejo rector de la institución decidió darle el nombre de Josip Juraj Strossmayer.

## Organización
Doce facultades, una Academia de Artes e importantes departamentos de Matemáticas, Biología, Química y Física ofrecen cursos de estudios en ciencias naturales, ciencias técnicas, biomedicina y medicina, ciencias biotécnicas, ciencias sociales y humanidades.
Hay otras tres instituciones afiliadas a la Universidad de Osijek que contribuyen y apoyan la educación superior: la Biblioteca Municipal y Universitaria de Osijek, el Centro de Estudiantes de Osijek y el Centro de Estudiantes de Slavonski Brod . 
- Facultad de Economía
- Facultad de Derecho
- Facultad de Agricultura
- Facultad de Tecnología de Alimentos
- Facultad de Ingeniería Civil
- Facultad de Ingeniería Eléctrica
- Facultad de Ingeniería Mecánica - Slavonski Brod
- Facultad de Filosofía
- Facultad de Formación del Profesorado
- Facultad de Medicina
- Facultad de Odontología y Salud
- Facultad Católica de Teología - Đakovo
- Academia de Artes y Cultura de Osijek
- Facultad de Matemáticas Aplicadas e Informática

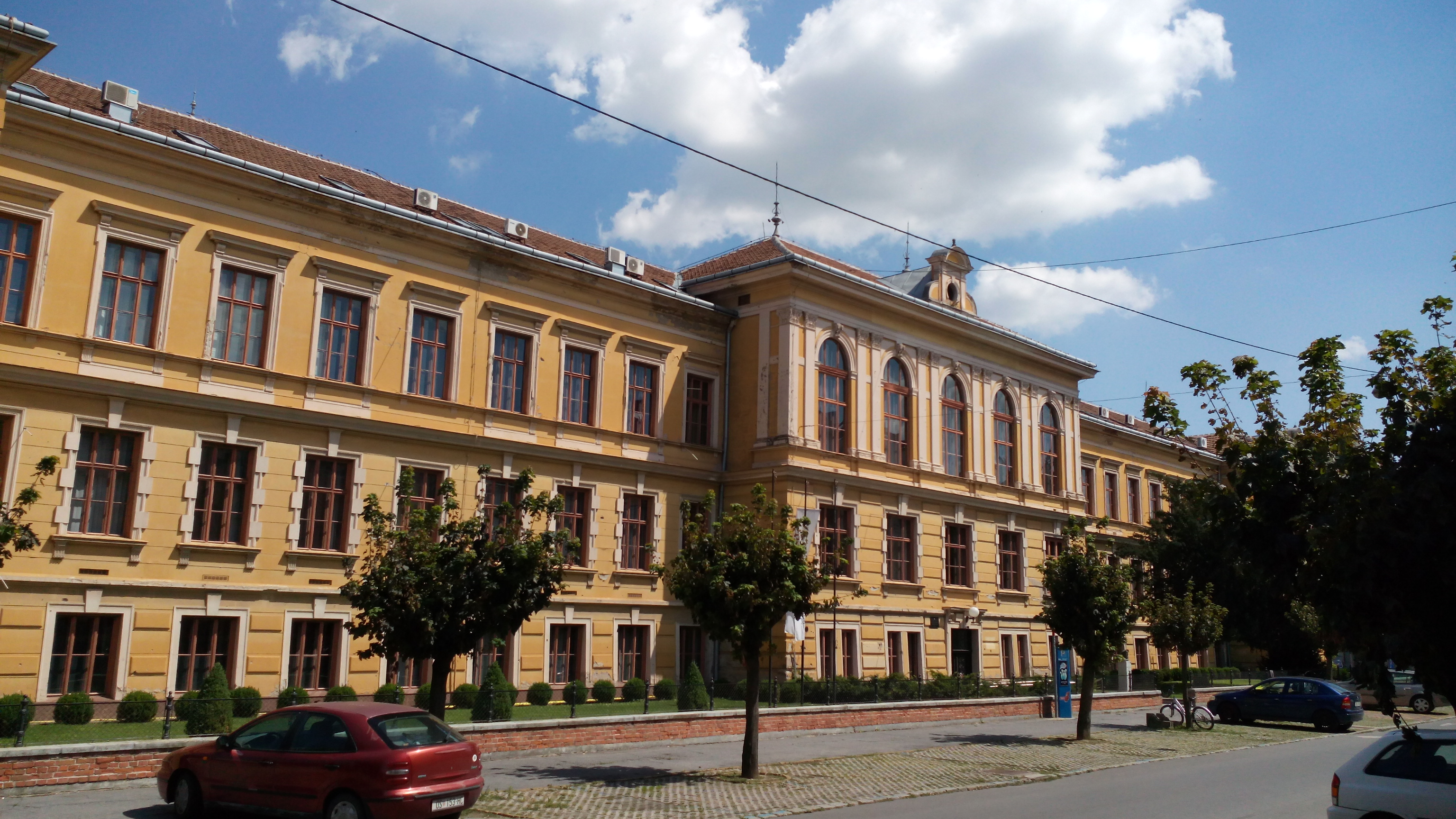
Facultad de Filosofía
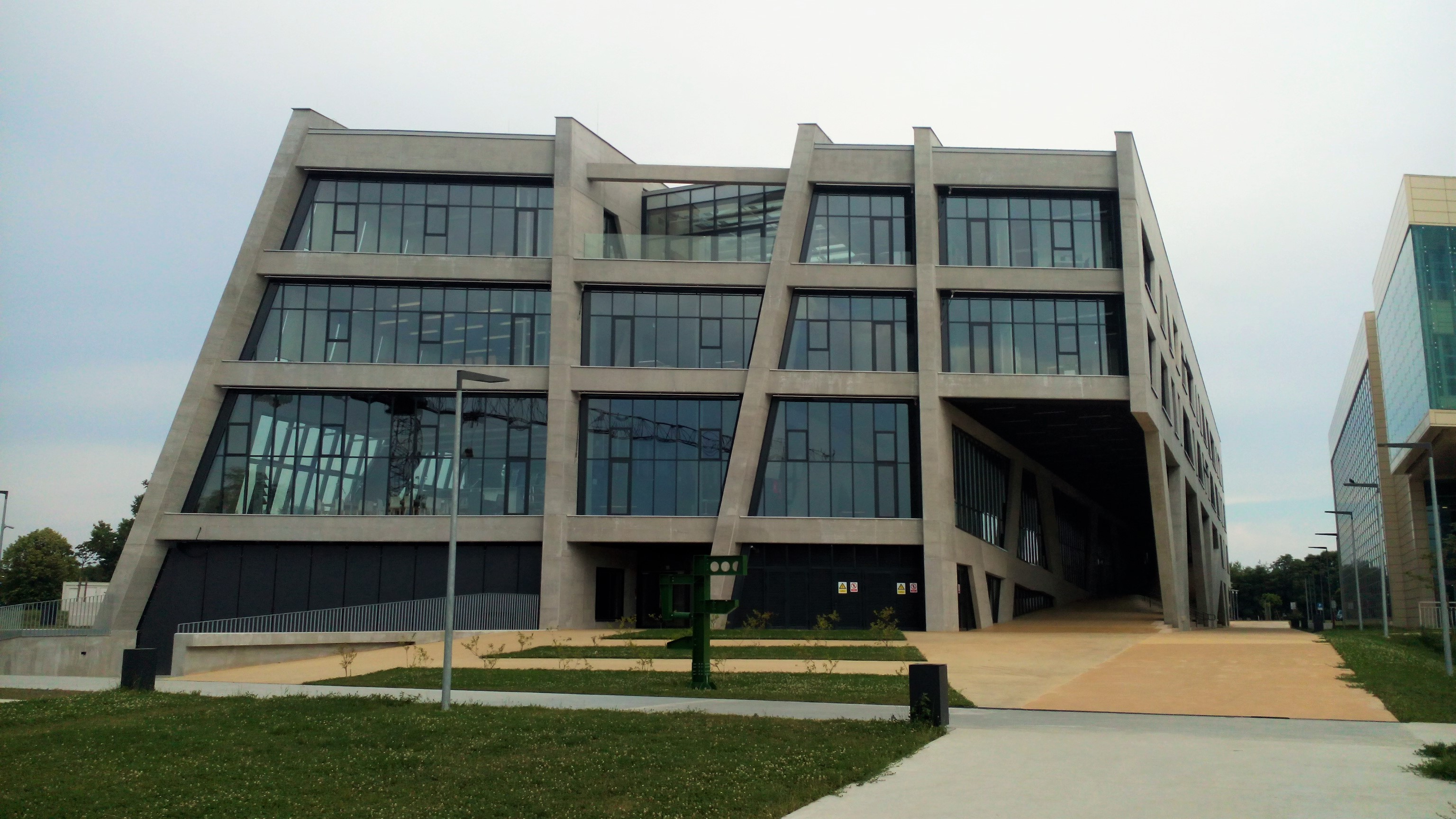
Facultad de Ingeniería Civil
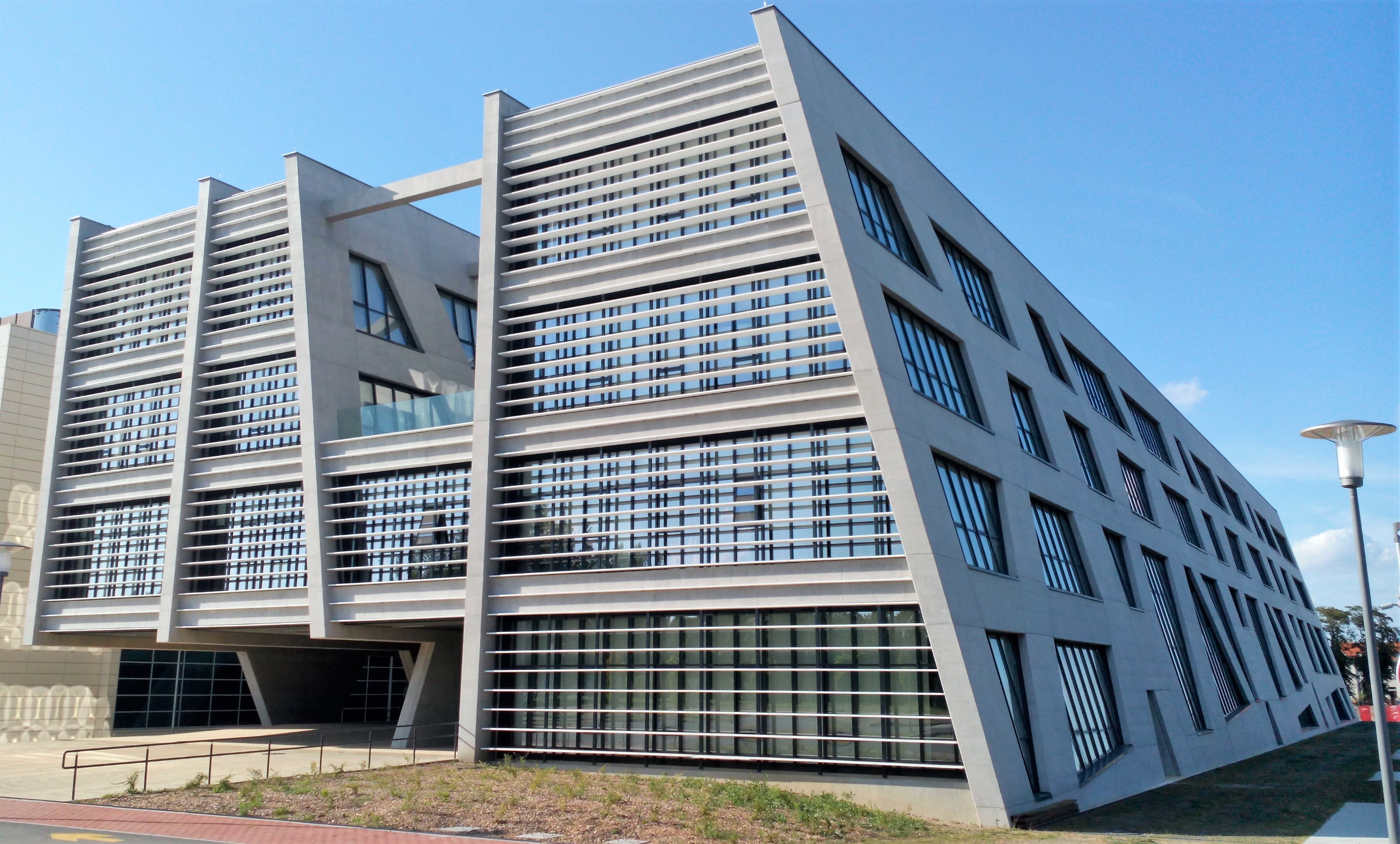
Facultad de Ingeniería Civil
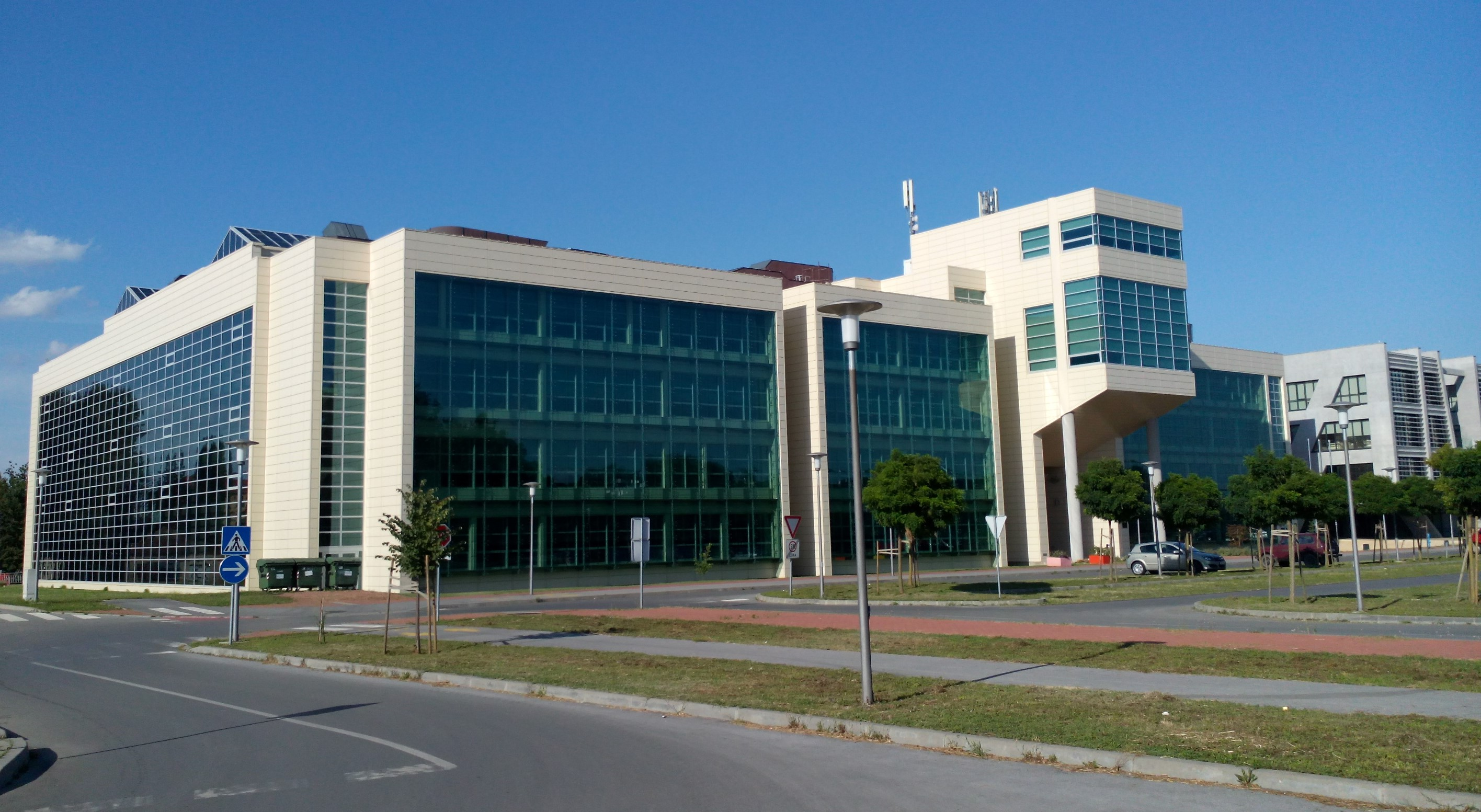
Facultad de Agricultura
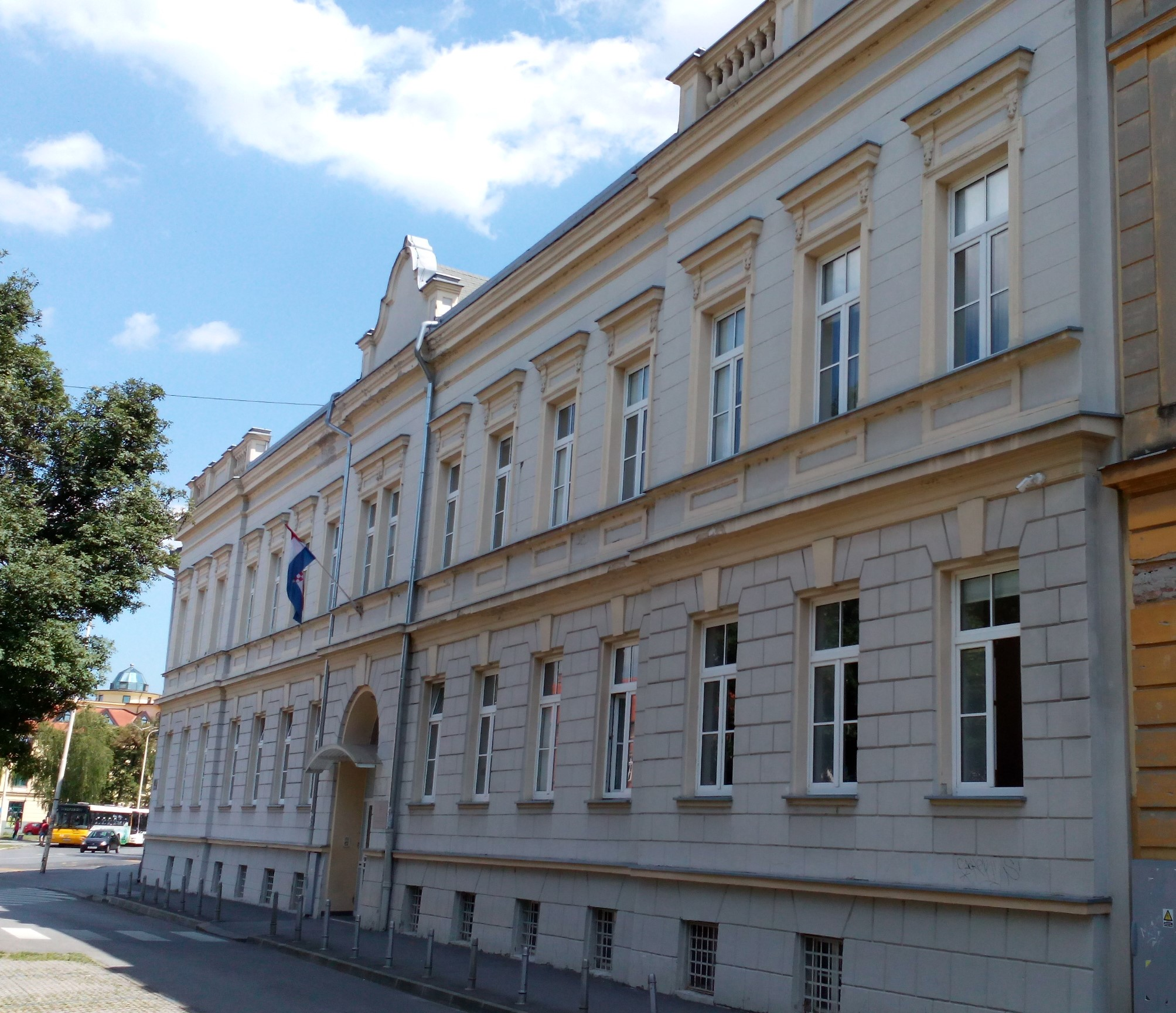
Facultad de Economía